# Apple Film Production
Apple Film Production — перша польська незалежна кіно- та телевізійна компанія, заснована у 1990 році продюсером, режисером та сценаристом Даріушем Яблонським.

## Історія
Компанія Apple Film Production була заснована у 1990 році продюсером, режисером та сценаристом Даріушем Яблонським.
На міжнародному рівні найвідомішим фільмом виробництва компанії став документальний фільм «Фотограф» Даріуша Яблонського, яких був відзначений низкою нагород на найпрестижніших міжнародних фестивалях документального кіно, серед яких Гран-Прі «VPRO Joris Ivens Award» на міжнародному кінофестивалі документального кіно в Амстердамі (1998), Гран-Прі на міжнародному аудіовізуальному кінофестивалі та «Prix Planete» у Біарріці (1999), німецька премія «Grimme» (2000) та інші.

## Спільне виробництво
Більшість проектів «Apple Film» були вироблені спільно з польським телебаченням — компаніями TVP, Canal+ Polska, HBO, та з іноземними ARTE, Canal+, WDR, MDR, СВТ, КТВ, а також у копродукції з незалежними виробниками з Чехії, Словаччини, Угорщини, Німеччини, Франції, Швеції, Ізраїлю та Великої Британії. Загалом фільми виробництва «Apple Film Production» отримали понад сто нагород на міжнародних та національних кінофестивалях.
У 2010 році «Apple Film Production» спільно з кінематографістами України, Німеччини та Франції створила фільм «Земля забуття» (реж. Мішель Боганім).
у 2015 році компанія взяла участь у копродукційному проекті Росії, України та Польщі «Під електричними хмарами» зрежисованому Олексієм Германом.
У 2018 році компанія залучилася до створення спільного українського-польського фільму «Номери» за однойменною п'єсою Олега Сенцова та в його (у спіавторстві з Ахтемом Сеітаблаєвим) постановці.